# Chapelle Saint-Nicolas de Fontaines-en-Duesmois
La chapelle Saint-Nicolas est un édifice religieux catholique situé à Fontaines-en-Duesmois dans le département français de la Côte-d'Or en région Bourgogne-Franche-Comté. 
Elle fait partie d'un ensemble chapelle-lavoir-abreuvoir.

## Localisation
L'édifice est situé dans le département français de la Côte-d'Or sur la commune de Fontaines-en-Duesmois, rue aux Serains (RD.21).

## Architecture
La chapelle dédiée à saint Nicolas a été édifiée sur deux niveaux, celui du bas abritant le bassin d'où poignent les eaux. Il est en bonne partie enterré et éclairé par un soupirail en plein cintre situé face à l'ouest, son accès est protégé par un grillage métallique. On entre dans la chapelle par des portes de côtés (au nord et au sud) accessibles de niveau sur la partie surélevée du terrain qui enchâsse l'abside. Le toit abrite une voûte en berceau et reçoit une couverture en laves de pierre calcaire, en façade à l'ouest il est surmonté d'un clocheton. L'intérieur est éclairé d'une fenêtre ouverte sur la façade au-dessus du soupirail, également en plein cintre mais d'une hauteur plus importante. Des restes de peinture à l'intérieur représentent deux personnages assis, qui pourraient être deux pères de l'Église, saint Augustin et saint Ambroise.

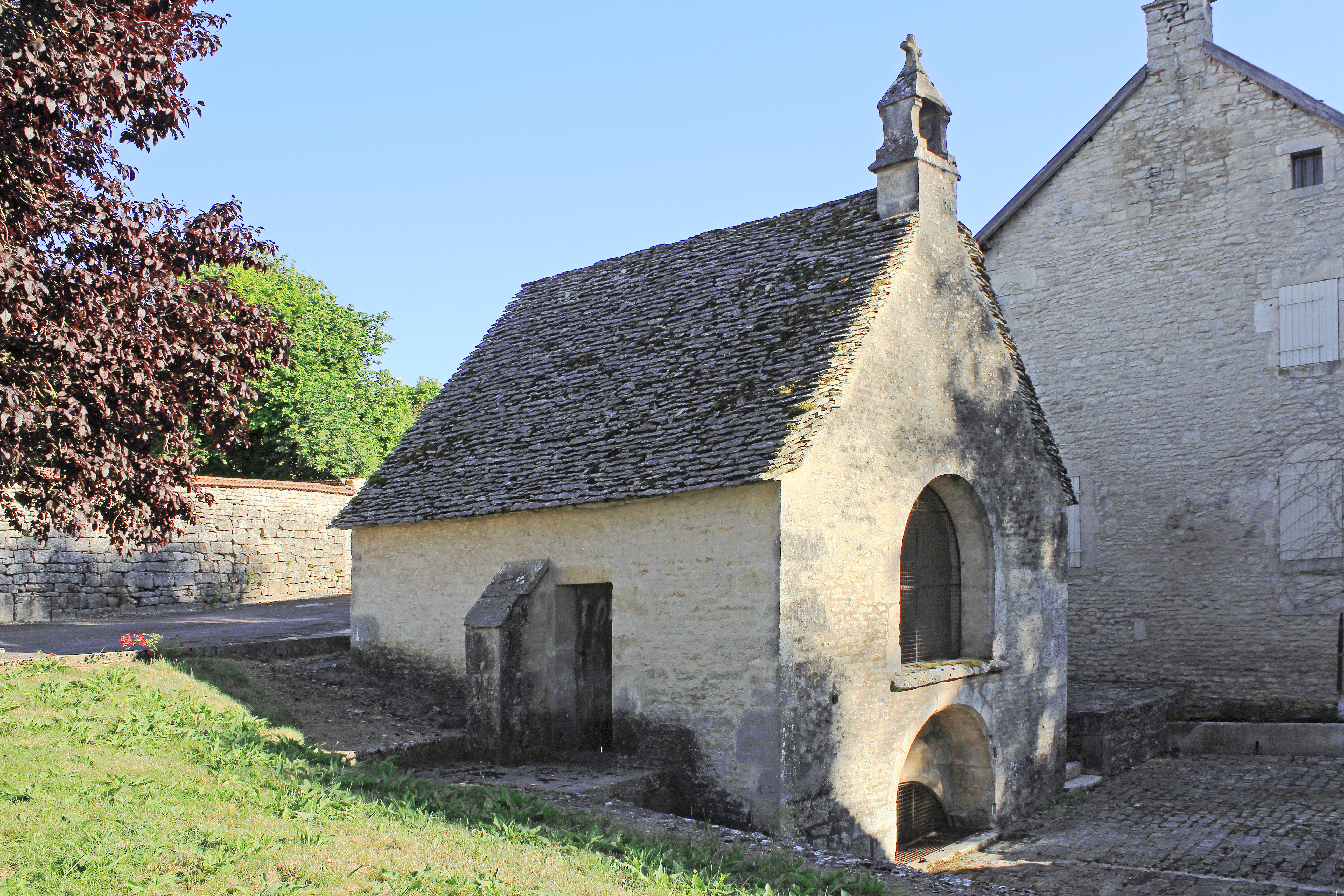
Chapelle Saint-Nicolas.
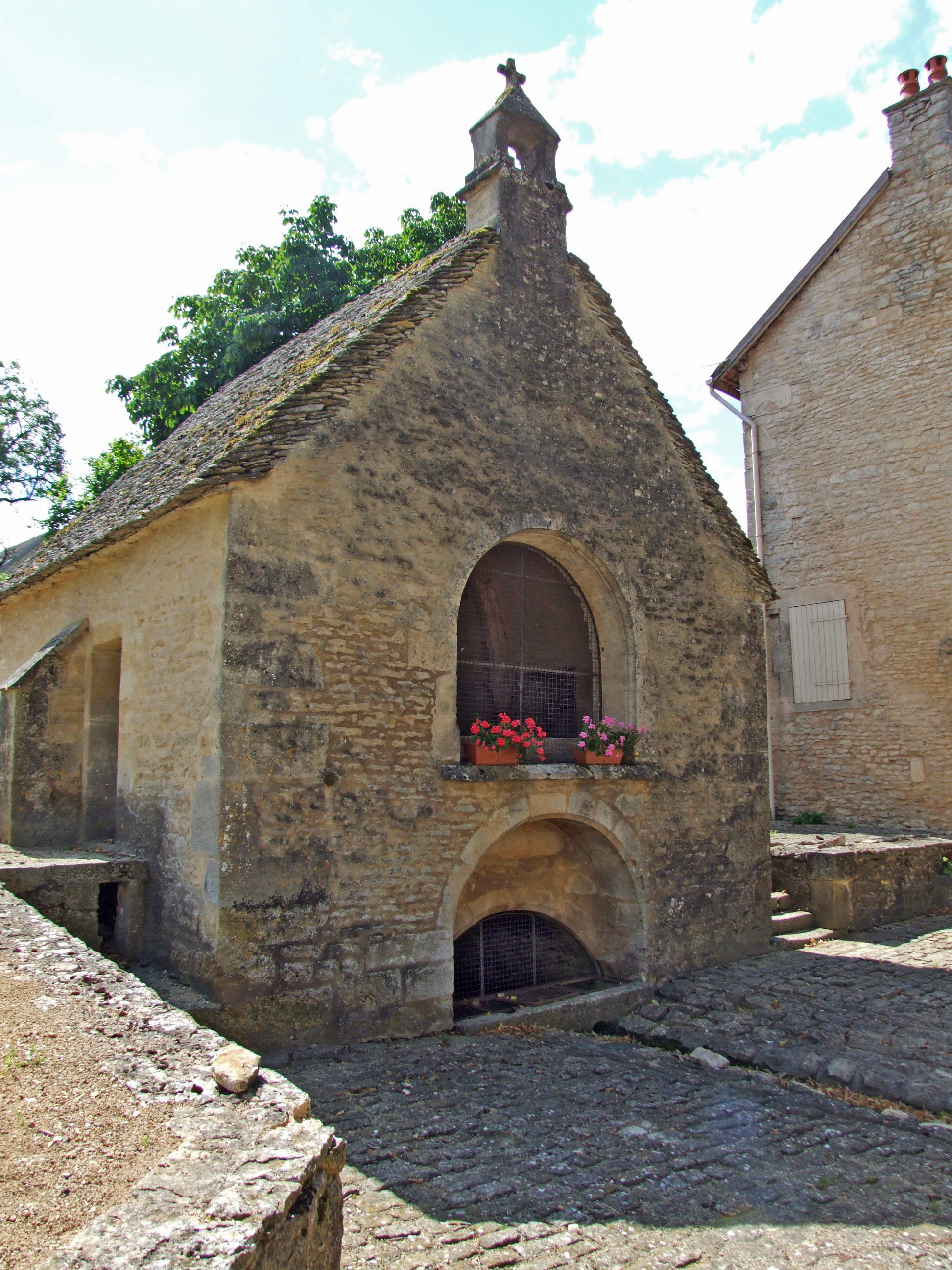
Le niveau inférieur abrite une source.

Le lavoir fait face à la chapelle par une grande baie en plein cintre sans porte permettant l'accès aux deux côtés du bassin. La faible épaisseur entre cintre et pans du toit allège l'aspect du bâtiment qui est soutenu par deux piliers massifs de chaque côté de la baie. La couverture en laves, à l'identique de la chapelle, repose sur une charpente apparente à l'intérieur. Le bassin est alimenté par une rigole qui court dehors dans le sol pavé depuis le soupirail de la chapelle. L'eau est ensuite souterraine derrière le bâtiment sous la place du lavoir, elle va alimenter les douves de l'ancien château situé au nord, après son passage sous la route.

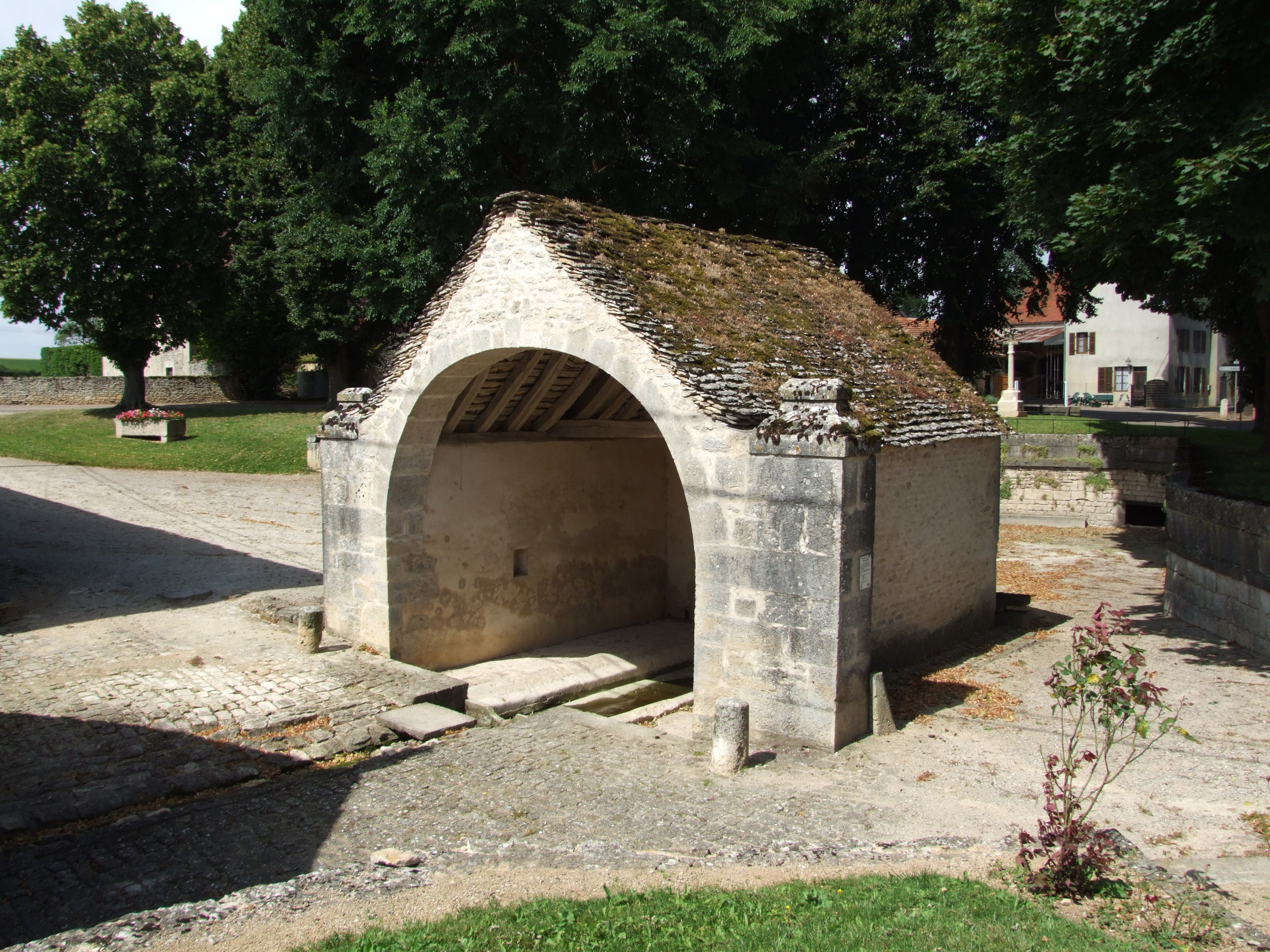
Le lavoir construit en 1781,
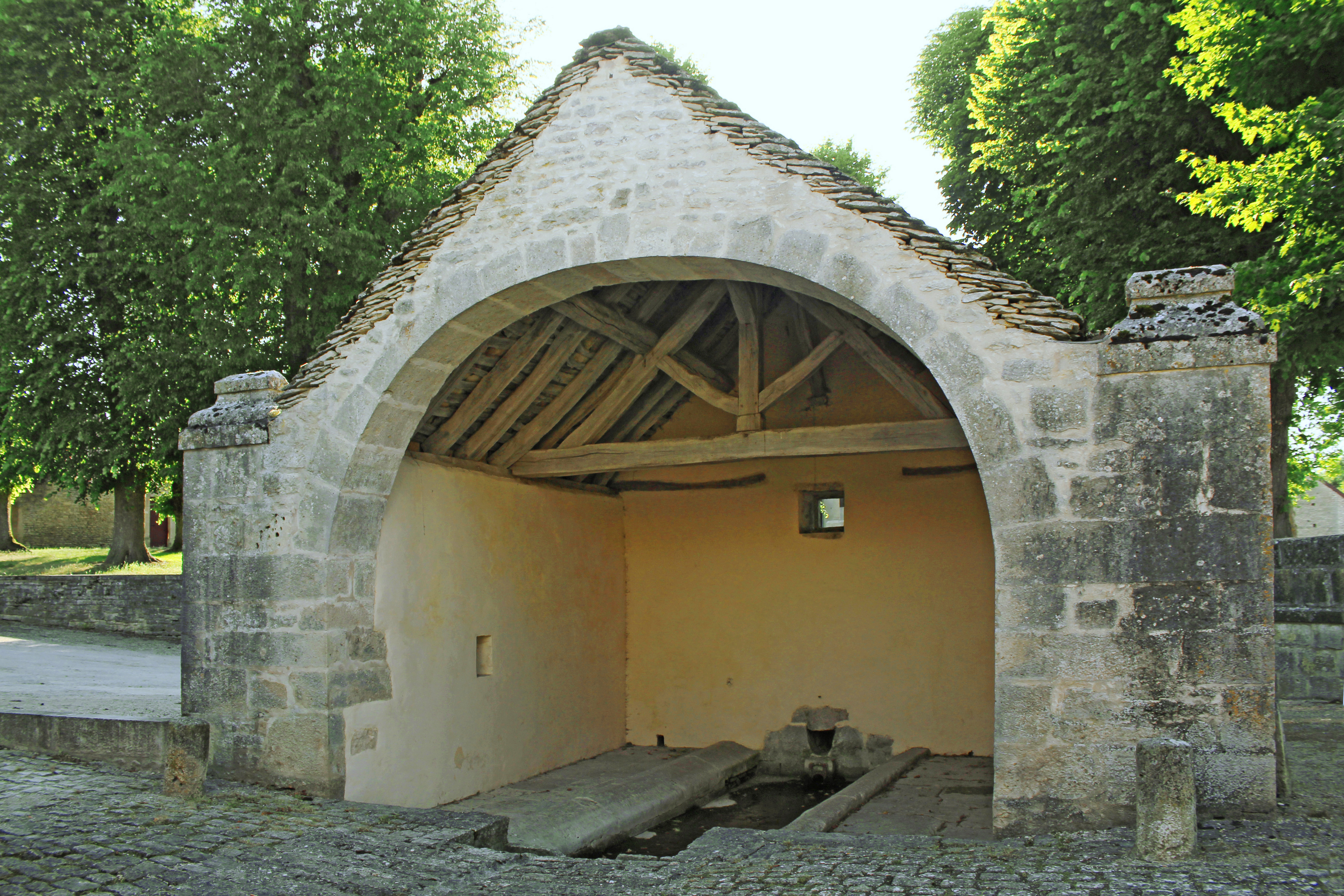
alimenté par la source de la chapelle.

Un abreuvoir se trouve sur la droite de la chapelle, alimenté directement par la source. Une rigole ensuite conduit l'eau jusqu'en limite de la zone pavée où elle disparait dans une conduite souterraine. D'autres abreuvoirs en enfilade existent quelques mètres plus loin sur la place derrière le lavoir qui devaient recevoir les troupeaux. Ils se trouvent sur le trajet apparent de l'eau du passage souterrain, et devaient se vider vers le regard où aboutissent les eaux du lavoir avant le passage sous la route.

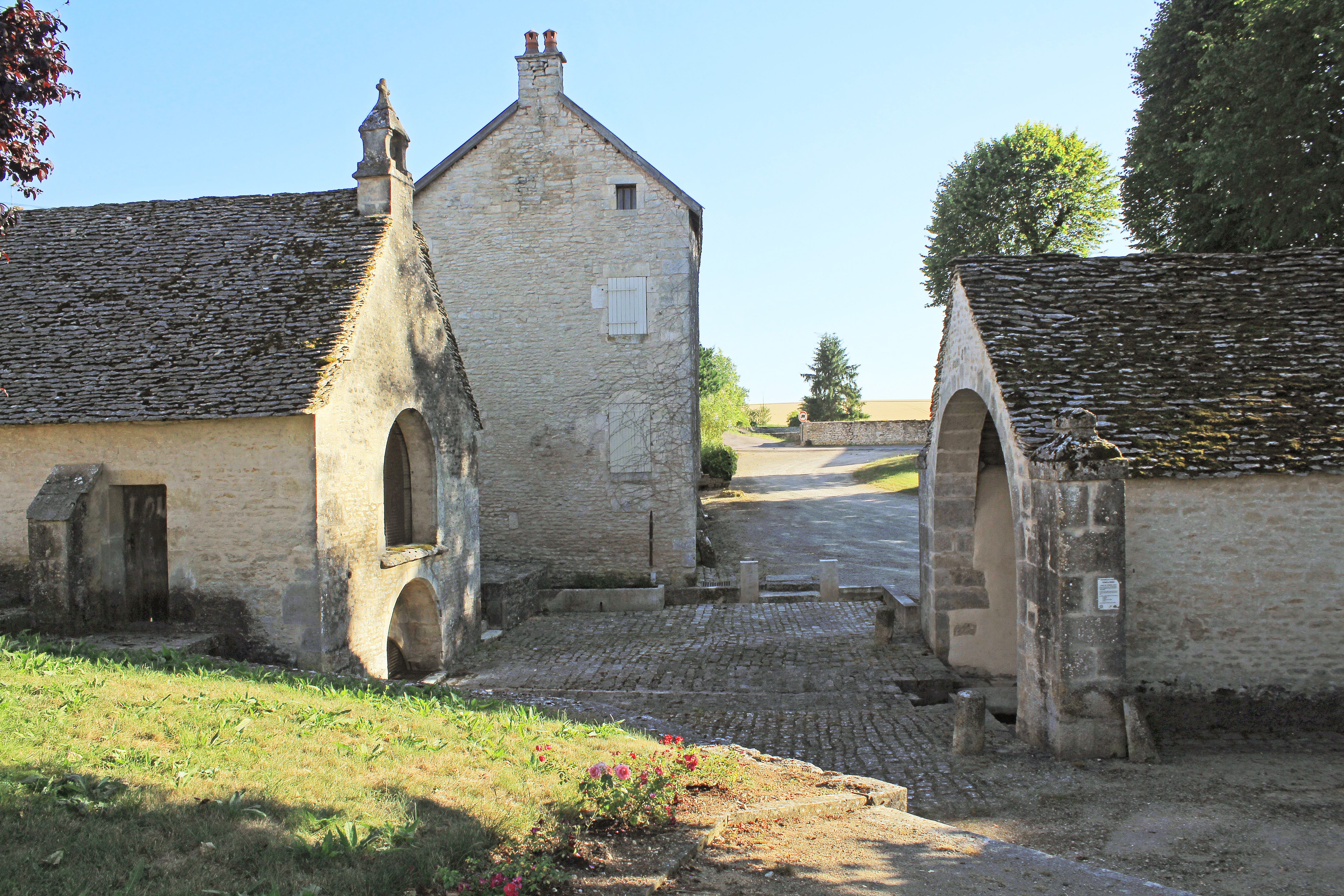
Un abreuvoir est intégré entre chapelle et lavoir.
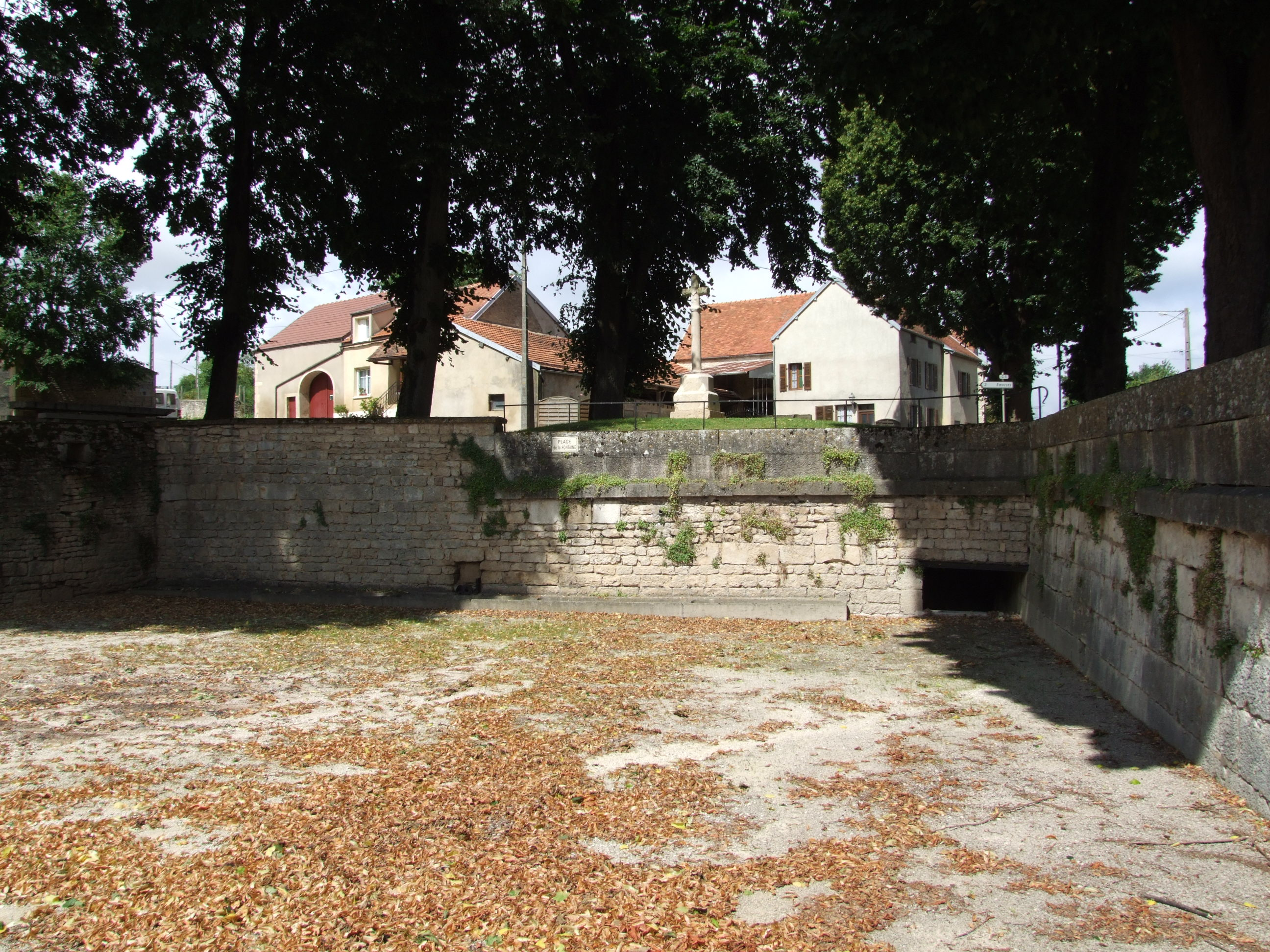
D'autres abreuvoirs existent au fond de la place.

## Histoire

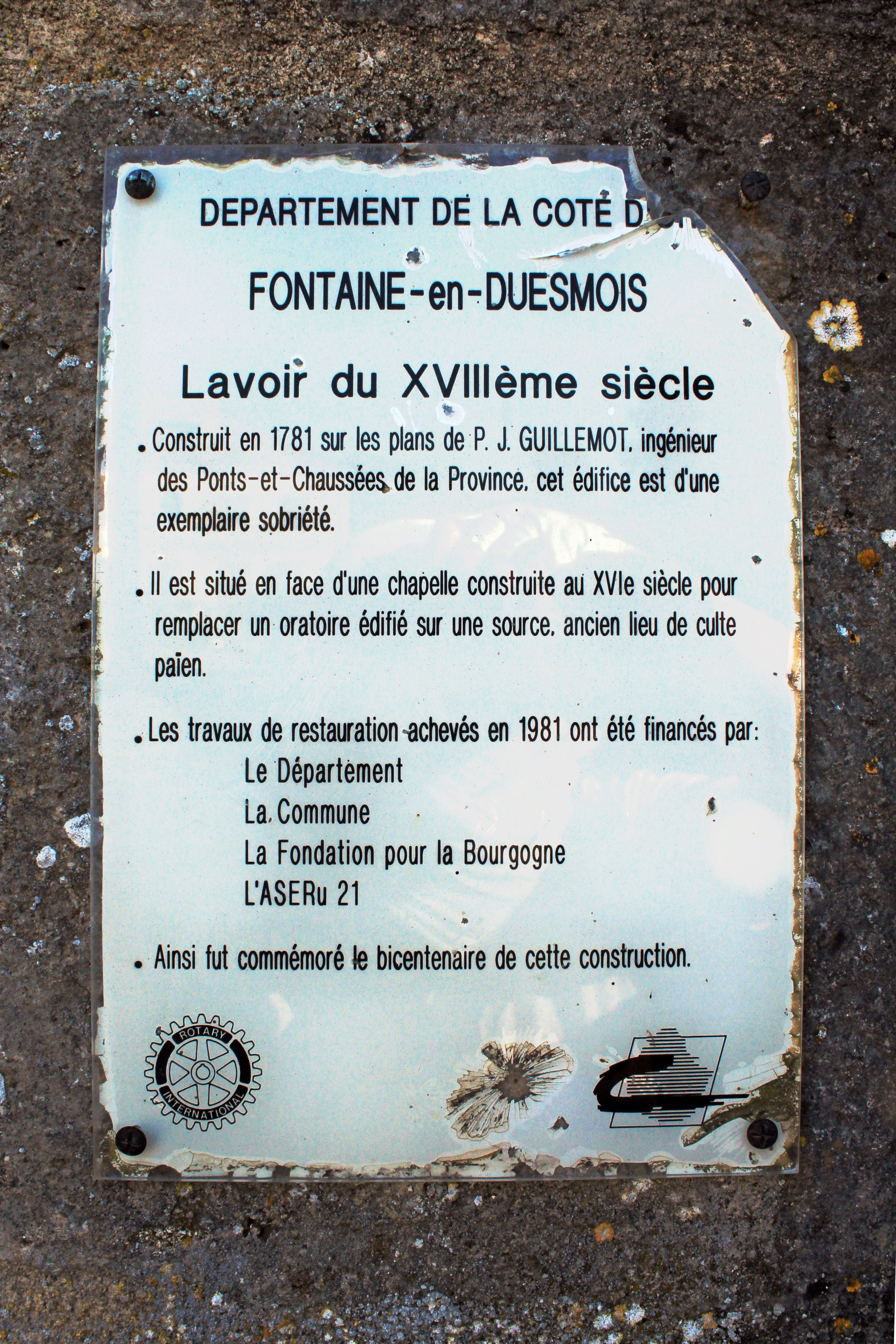
Panneau du lavoir de Fontaines-en-Duesmois

Au-dessus d'une source à l'origine d'un premier oratoire et du nom du village, à l'emplacement d'un probable lieu de culte païen, la chapelle a été construite aux XVIe et XVIIe siècles. Le lavoir en vis-à-vis est plus récent, un petit panneau sur le lavoir indique qu'il a été construit en 1781 par l'ingénieur des Ponts et Chaussées P. J. Guillemot.
La chapelle, le lavoir et l'abreuvoir (certainement celui qui se trouve près de la chapelle, il y en a d'autres sur le site) forment un ensemble inscrit au titre des monuments historiques par arrêté du 6 mars 1950. On trouve également en ce lieu une croix "A LA DEVOTION DE RENE NOIROT ET DE JENNE QUINIER SA FEMME 1787", telle qu'elle est gravée, également classée aux M. H.
Le lavoir a été restauré en 1981 et la chapelle l'année suivante. Depuis des installations en dur ont été rajoutées pour permettre les pique-niques dans ce lieu pittoresque.